# Exoristoides sabroskyi
Exoristoides sabroskyi är en tvåvingeart som beskrevs av O'hara 2002. Exoristoides sabroskyi ingår i släktet Exoristoides och familjen parasitflugor. Inga underarter finns listade i Catalogue of Life.